# 피에르 바르비제
피에르 바르비제(Pierre Barbizet)는 1922년 9월 20일 칠레 아리카에서 태어나 1990년 1월 19일 마르세유에서 사망한 피아니스트이다. 그는 바이올리니스트 크리스티안 페라스(Christian Ferras)의 파트너였으며 1963년부터 사망할 때까지 마르세유 음악원을 운영한 것으로 알려져 있다.